# Лумник (Мехединци)
Лумник (рум. Lumnic) насеље је у Румунији у округу Мехединци у општини Прунишор. Oпштина се налази на надморској висини од 252 m.

## Становништво
Према подацима из 2002. године у насељу је живело 158 становника, од којих су сви румунске националности.